# Nguyễn Phúc Uyển Diễm
Nguyễn Phúc Uyển Diễm (chữ Hán: 阮福琬琰; 1815 – 29 tháng 8 năm 1836), phong hiệu Lộc Thành Công chúa (祿成公主), là một công chúa con vua Minh Mạng nhà Nguyễn trong lịch sử Việt Nam.

## Tiểu sử
Công chúa Uyển Diễm sinh năm Ất Hợi (1815), là con gái thứ ba của vua Minh Mạng, mẹ là Nhất giai Hiền phi Ngô Thị Chính. Uyển Diễm là người con thứ năm của bà Hiền phi. Thuở bé, công chúa đã đoan trang điềm tĩnh, ngoan ngoãn, có tính hiếu đễ.
Năm Minh Mạng thứ 14 (1833), vua gả chồng cho hai vị công chúa là Khuê Gia và Uyển Diễm, đều là con của Hiền phi. Công chúa Uyển Diễm hạ giá lấy Phò mã Đô úy Võ Văn Mỹ, được tập phong Hoài hầu (懷侯). Phò mã Mỹ là người Gia Định, con trai của Khinh xa Đô úy Võ Khánh, cháu nội của Hoài Quốc công Võ Tánh và công chúa Ngọc Du (cô của vua Minh Mạng). Xét về vai vế thì công chúa và phò mã là anh em họ 4 đời.
Năm Minh Mạng thứ 17, Bính Thân (1836), ngày 18 tháng 7 (âm lịch), công chúa Uyển Diễm mất, hưởng dương 22 tuổi. Vua thương tiếc truy tặng con gái làm Lộc Thành Công chúa (祿成公主), ban tên thụy là Đoan Khiết (端潔).
Công chúa Uyển Diễm mất được một năm thì phò mã Mỹ cũng qua đời sau đó. Cả hai có với nhau duy nhất một người con gái.